# 859. grenadirski polk (Wehrmacht)
859. grenadirski polk (izvirno nemško 859. Grenadier-Regiment; kratica 859. GR) je bil pehotni polk Heera v času druge svetovne vojne.

## Zgodovina
Polk je bil ustanovljen 27. julija 1943 za potrebe 230. pehotne divizije.